# Agadezi kereszt
Az agadezi kereszt (más néven agades kereszt, Niger keresztje, franciául: Croix d'Agadez) a szaharai berber ékszerek legnépszerűbb kategóriája, amelyet elsősorban a Nigerben élő tuaregek készítenek. Csak néhány ilyen ékszer hasonlít pontosan az európában ismert kereszt formájára. A legtöbb esetben egy változatos medálról van szó, amely vagy egy kereszthez (tanaghilt), vagy egy tányér- vagy pajzsformához (talhakim) kapcsolódik. Az előbbi kőből vagy rézből készül. A kovácsok általában ezüstöt és az úgynevezett „elveszett viasz” öntési eljárást használják, anélkül, hogy kalapálnák a fémet.

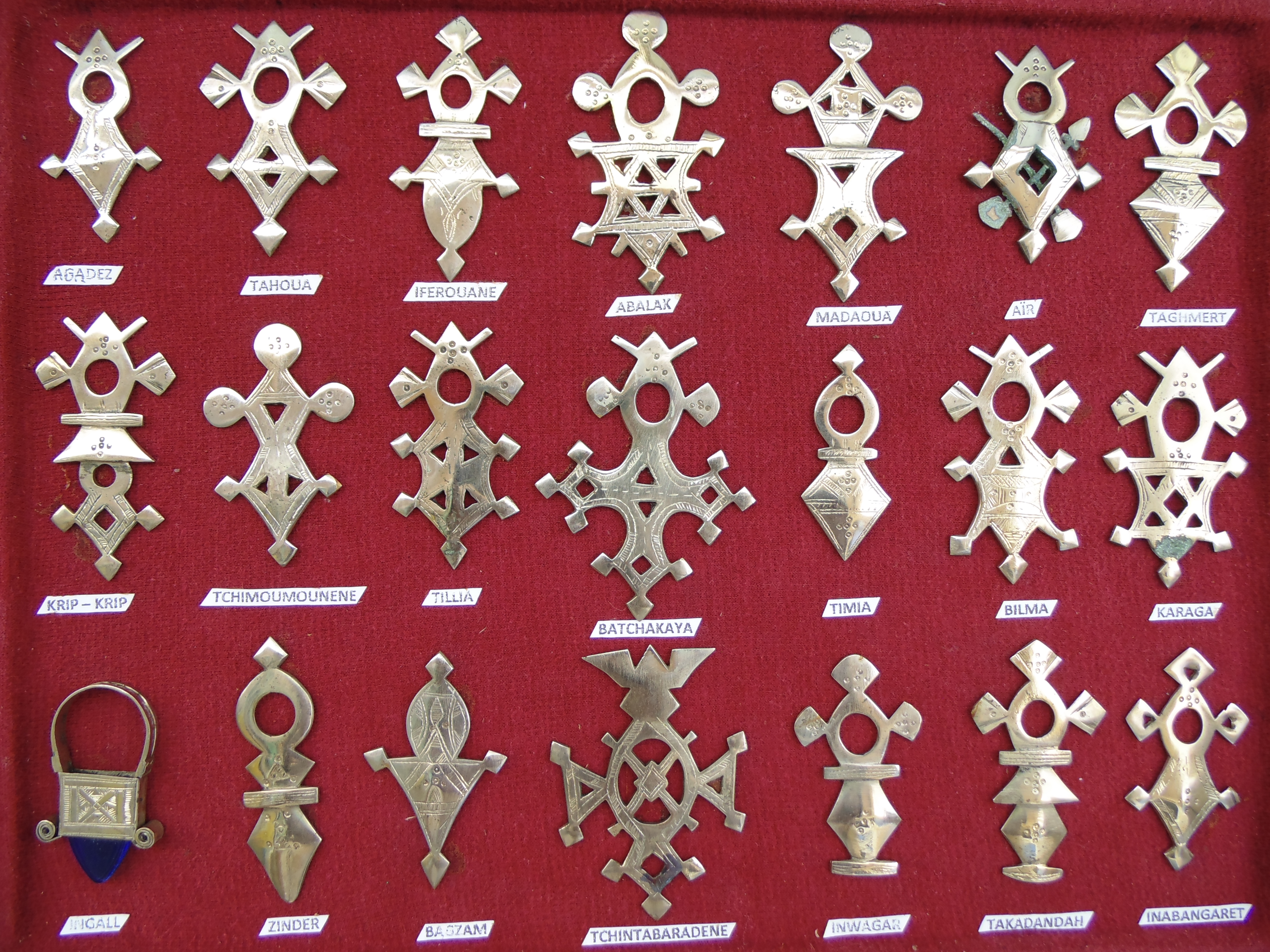
Az Agadezi kereszt ábrázolásának 21 változata.

## Megnevezés
Ezeket a kereszteket általában tanaghilt-nek (tanaɣilt) vagy tasagalt-nak nevezik, ami azt jelenti, hogy „öntőformába öntött”. A puha kőből készült ékszereket és a rézből, alumíniumból vagy más fémből készült lemezekből vágott ékszereket leginkább talhakim-nak nevezik,  amely kifejezés a lemez vagy lemezes pajzs formájára emlékeztető ékszerekre használatos.

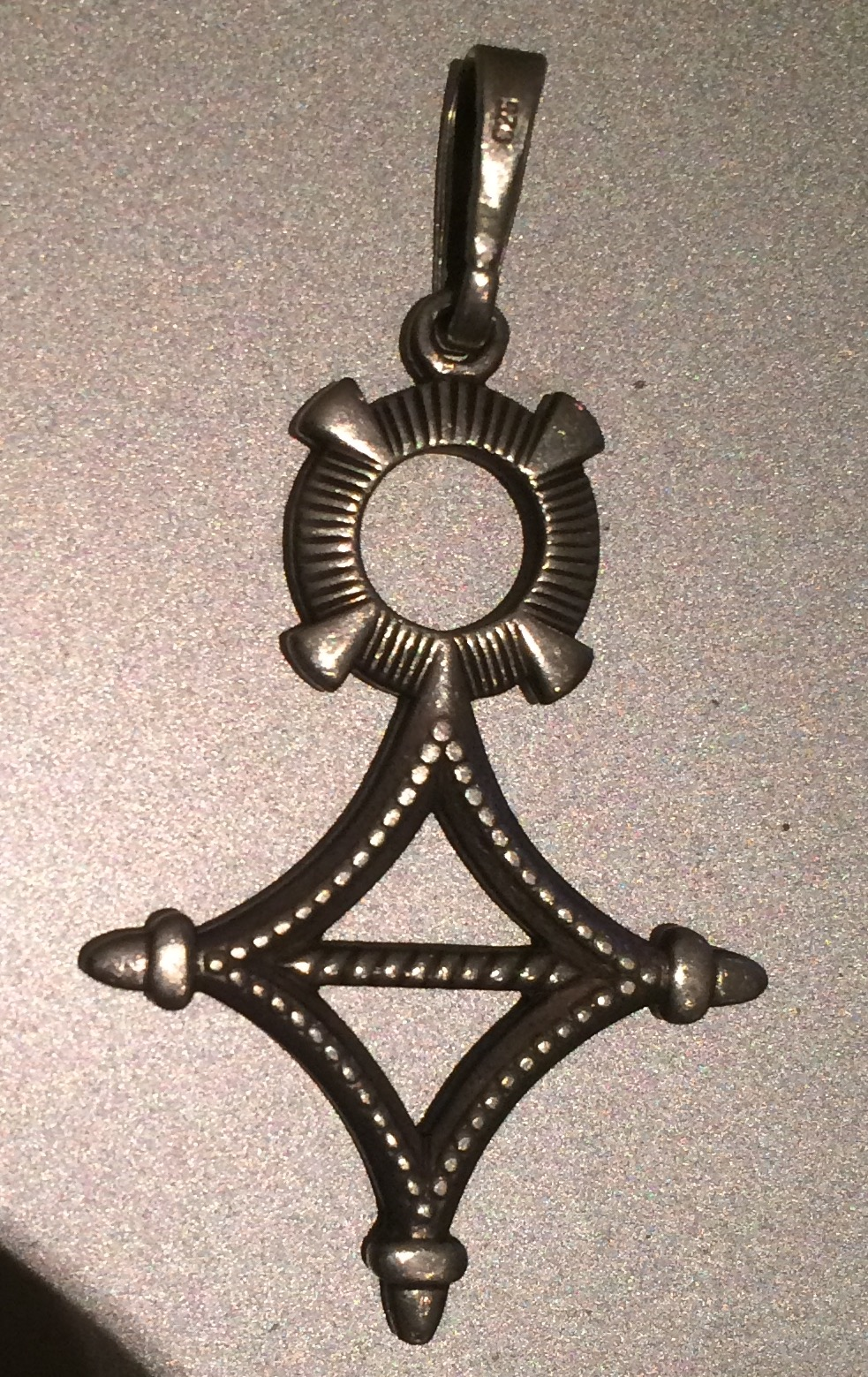
Agadez kereszt - croix d'Agadez - tanaγilt.

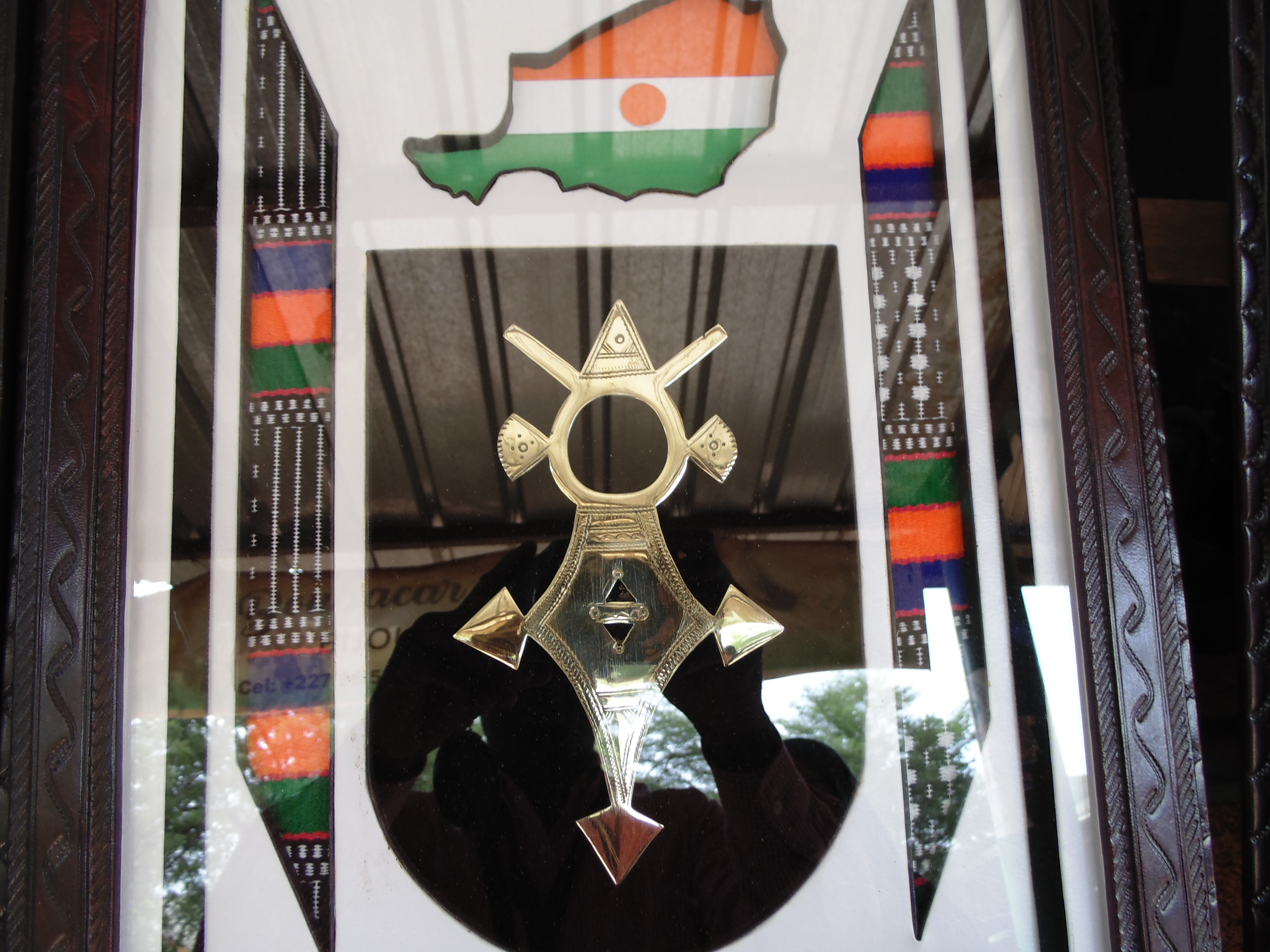
Agadez kereszt, a két oldalán Téra-téra látható ("Tera-téra" a zarma és szongáj népeknél honos, egymásba fonódó szövetcsíkok fajtája), a kereszt fölött Niger színes térképe.

Egy másik tamasek nyelvű elnevezés, a "zakkat", amely általánosságban a medálokat jelöli. A „kaulé” kifejezés szintén elterjedt a Száhel-övezetben.

## Használat
A tanaghilt és a talhakim ékszereket jelenleg csak néhány berber törzs használja: a Kel Aïr, a Kel Geress; rajtuk kívül a nem-berber népek körében is használatos Niger-szerte, akik átvették ezt a jelképet, mint például a szongáj, zarma, fulbé és a hausza népek. Az ilyen típusú ékszerek ritkák, és a többi tuareg törzs szinte figyelmen kívül hagyja őket. Díszként a nyakra függesztve viselik. A tanaghilt esetében a női fátyolra vagy a homlokra rögzítik, de fejjel lefelé fordítva.

## Jelentés
A szimbolikájukra vonatkozó kérdésekre a felhasználók általában csak homályos válaszokat kapnak. Egyesek a "grigri" vagy a " gazdagság tartaléka" szerepét tulajdonítják neki. Germaine Dieterlen és Ziedonis Ligers etnológusok olyan helyzetet írtak le, amikor az apa a fiának adta az ékszert amikor az a férfiasság vagy a házasság korába lépett, vagy egyedül indult el a sivatagba, mondván neki: „Fiam, neked adom a világ négy égtáját, mert nem tudjuk, hová mész meghalni”.
Egy idős tuareg elbeszélése szerint egy fiatal nomád harcos szerelmet akart vallani szíve választottjának, aki otthon volt bezárva, és ezért nem jutott hozzá az üzeneteihez. A tuareg társadalomban nagyon fontos szerepe volt a kovácsoknak, a kovácsnak joga volt belépni minden olyan család házába, akikkel kereskedett. A fiatalember ekkor egy ékszert kovácsoltatott, amely a tamasek "T (a) R (a)" szó két szótagját egyesíti ("tara" jelentése "szerelem", a tifinagh ábécében "ⵜⵔ" betűvel írva), és megbízta a kovácsot azzal a feladattal, hogy a szerelem üzenetét a legnagyobb titokban továbbítsa kedvesének.

## Fordítás
Ez a szócikk részben vagy egészben  az   Agadez Cross című angol Wikipédia-szócikk ezen változatának fordításán alapul.  Az eredeti cikk szerkesztőit annak laptörténete sorolja fel. Ez a jelzés csupán a megfogalmazás eredetét és a szerzői jogokat jelzi, nem szolgál a cikkben szereplő információk forrásmegjelöléseként.